# Wilhelm Olbrich

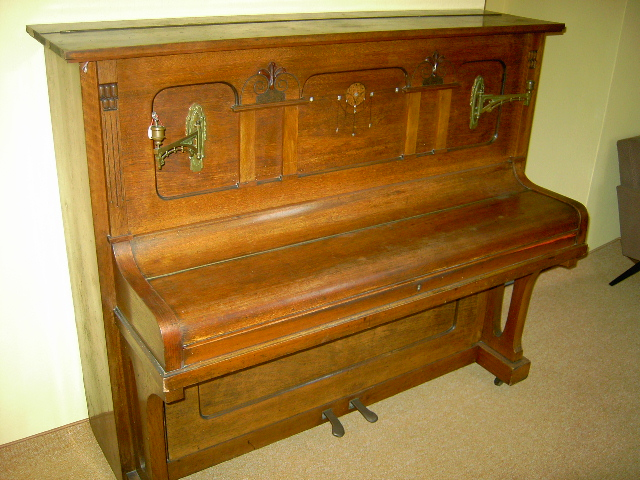
Pianino W. Olbrich Glatz

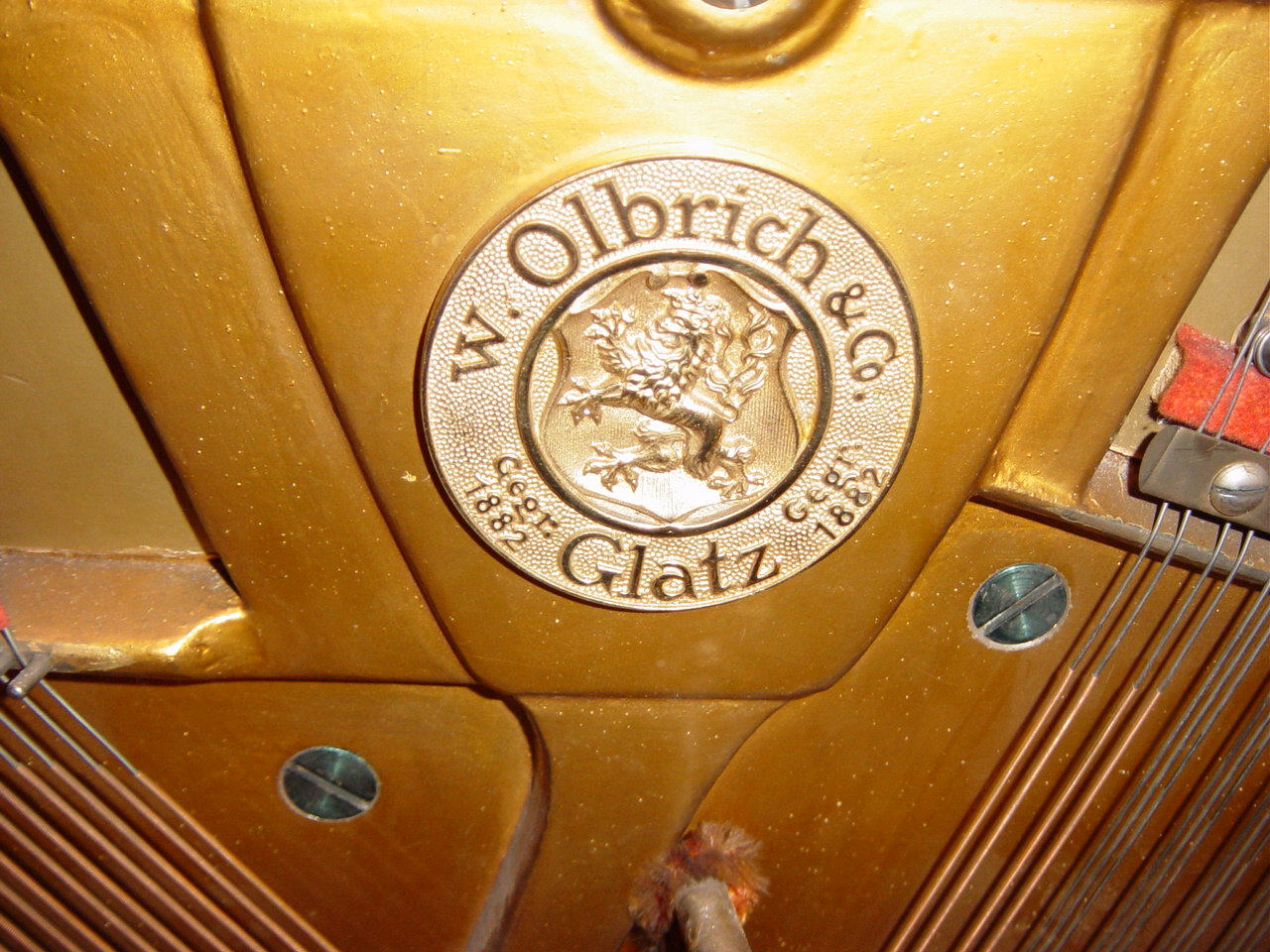
Rama żeliwna półpancerna z firmowym logiem.

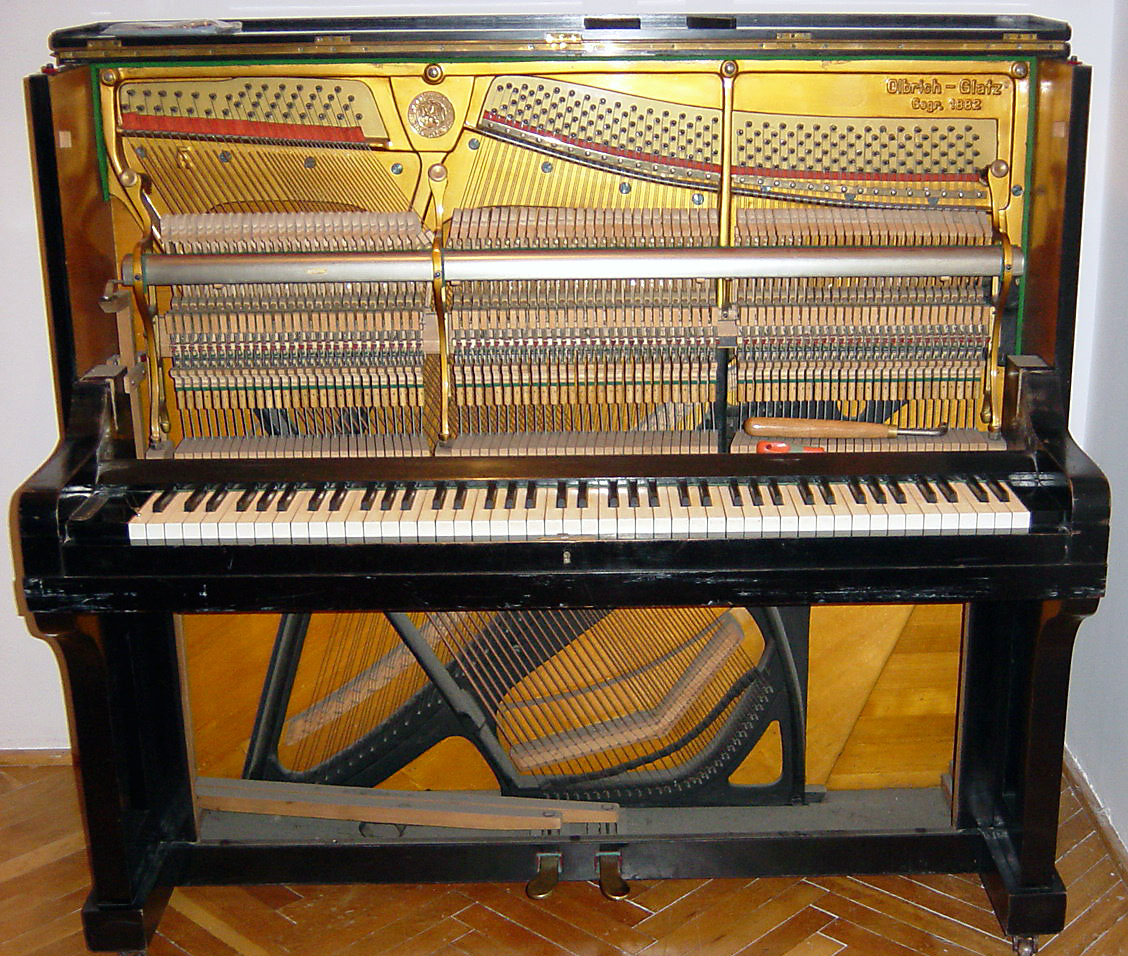
Wnętrze pianina W. Olbrich Glatz

Wilhelm Olbrich (zm. 1913) – niemiecki fortepianmistrz.
Założył w Jaszkowej Górnej niem. Oberhannsdorf koło Kłodzka skład fortepianów i fisharmonii wraz z warsztatem naprawczym. W 1891 przeniósł go do Kłodzka, Frankensteiner Strasse 31 (ob. Łukasińskiego), wkrótce do większych pomieszczeń pod nr. 37 tej samej ulicy. W 1897 współwłaścicielem został Herman Fiedler. Po śmierci Wilhelma firmę prowadził jego syn Paul Olbrich, po I wojnie światowej przekształcając ją w wytwórnię fortepianów, ul. Grünestrasse (ob. Wojska Polskiego) 16–16a. Przed 1926 przejął wytwórnię fortepianów Th. Dettlaff & Co., w 1934 wytwórnię Johann Urbas w Dreźnie, którą dalej prowadził pod dotychczasową nazwą.
W latach międzywojennych istniała filia w Dzierżoniowie (niem. Reichenbach), Ring 52, założona ok. 1922 r. Wystawiał swoje instrumenty na targach we Wrocławiu.
Franz Olbrich, wnuk założyciela w 1946 opuścił Śląsk i w 1947 założył w Oberlind w Turyngii skład fortepianów, który w 1948 lub 1949 przeniósł do Neuburga nad Dunajem.